# Paul O'Riain
Paul O'Riain est un skipper professionnel et manager irlandais, né en 1968.

## Biographie
Paul O'Riain habite à Dublin en Irlande.

## Palmarès
- 1999 : 7e du X. Yachts European's
- 2003 : 2e des Voiles d'Antibes
- 2005 : 2e de la 1720 Docklands Liffey Challenge - 3e de la Class3 Sovereign's Cup
- 2006 : 13e du 1720 European Championship - 1er du Docklands Liffey Challenge
- 2007 : 9e de la Solitaire des Ports de France